# Cynanchum racemosum
Cynanchum racemosum är en oleanderväxtart som först beskrevs av Nikolaus Joseph von Jacquin, och fick sitt nu gällande namn av Nikolaus Joseph von Jacquin. Cynanchum racemosum ingår i släktet Cynanchum och familjen oleanderväxter.

## Underarter
Arten delas in i följande underarter:
- C. r. guatemalense
- C. r. havanense
- C. r. rensonii
- C. r. unifarium